# اوسنس-لو-کامته
اوسنس-لو-کامته (به فرانسوی: Avesnes-le-Comte) یک کمون در فرانسه است که در پا-دو-کاله واقع شده‌است. اوسنس-لو-کامته ۹٫۳۸ کیلومتر مربع مساحت دارد ۱۵۲ متر بالاتر از سطح دریا واقع شده‌است.